# シモカワチャンネル
シモカワチャンネルは、日本の2人組YouTuber。UUUM所属。

## 概要
2017年チャンネル開設。開設当初よりトレーディングカードゲーム（TCG）の話題をメインで取り扱っており、2023年現在はデュエル・マスターズ（デュエマ）やポケモンカードゲームを扱うことが多い。
元々は「いわゆる"オリパ"の購入代金の足しになればいいな」との思いからカワが開設したチャンネルである。シモが顔出しで動画に出演するようになってから登録者が急増し、デュエマの公式イベントなどにゲストとして呼ばれるほどになった。
収録及び生配信は主にカワの自宅アパートで行われるが、二人とも阪神間在住のため、大阪・日本橋（いわゆる「オタロード」）のTCGショップ等でのロケが行われることも多い。2020年以降は新型コロナウイルス感染症の影響も考慮した結果、実質的にカワの自宅で同棲状態となっている。

## メンバー
シモ
本名は竹下 絵莉（たけした えり）。1992年5月1日生まれ。女性。関西学院大学社会学部卒業。
元アイドルで、2012年から2018年にかけて天空音パレードの初代リーダーを務めた。アイドル時代にはソロ写真集も2冊出しており、2024年1月には「アイドル時代を可能な限り再現した」という写真集『もしも…』（自主制作、500部限定）を発売し、同年4月にはKindle版も発売された。
チャンネル開設当初は天空音パレードとしての契約の縛りから顔出しをしていなかったが、グループ卒業後の2018年暮れから顔出しで動画に登場するようになった。
通称は「シモカワの弱いほう」だが、2024年1月の超CSでベスト64に進出し、デュエマの大型大会では、カワに劣るものの、十分な成績を残している。
カワ
本名は非公開。1992年1月21日生まれ。男性。
YouTuberとしての活動以外に、副業としてネット関連のビジネスもやっている。オリックス・バファローズの大ファン。
肩の脱臼癖があり「くしゃみをしただけでも外れることがある」ほど。　　　　　　　　　　　　　　
2019年4月、デュエマの大型大会「DMGP 8th DAY2」では、ベスト64に進出した。
2021年10月、デュエマ公式YouTubeチャンネルが開催した「第1回デュエチューバーFES」のトーナメント戦で優勝し、初代デュエチューバー王となった。
2022年までは顔を晒すことを極力避けてきたが（大会出場時などを除きサングラスもしくはマスクを着用していた）、2023年に入り一部の動画で顔を晒している。
2024年10月、デュエマの大型大会「DMGP 2024 2nd DAY2」では、自身の最高成績に並ぶベスト64進出となった。
また準レギュラーとして、シモの妹・いちご（名古屋のTCGショップ「アドバンテージ」の店員、本名：竹下菜月）も頻繁に登場する。他にいちごの働く「アドバンテージ」の関係者（オーナーのおーさわや店員でデュエマ担当のヤマダ）も出演するほか、両者の両親（顔出しなしで〇〇の父親、母親と言った形）も企画に関与する。

## 主な企画
- オリパの開封
様々な店舗、金額帯、種類のオリパを開封している。シモカワの母親、父親の引き対決も行われた。[13][14]
- 福袋の開封
主に年末年始に購入した様々な店舗、金額帯、種類の福袋を開封し、時に（シモカワの独断と偏見で）店舗毎の福袋の内容対決が行なわれたりする。特に近年は高額（100万円等）の福袋を購入・開封する事もある。
- 買い取り査定対決
デュエルマスターズやポケモンカードゲーム等の最新BOXを購入・開封して即買い取り査定してもらい、シモ・カワどちらが開封したBOXの買い取り金額が高かったかを競う企画。査定は主にカードショップ・アドバンテージの店員ヤマダ或いはいちごが行う。
- ドッキリ
オリパ関係から対戦系まで様々なドッキリを行なっている。
- 対戦動画
2021年以前は一般的な対戦動画をアップロードしていたが、ある一本の動画[15]がアップロードされて以降は、シモの持つ称号である『シモカワの弱い方』をネタにした動画が増加した。
- 野球企画
前述の通り、カワがオリックス・バファローズの大ファンであるところから始まった企画。実際に二人がオリックスの試合を観戦する様子や、オリックス関連の福袋やベースボールカードパックを開封する企画が多いが、大谷翔平等のメジャーリーガー狙いでMLBのベースボールカードにも手を出している。

## 出演

### テレビ
- デュエル・マスターズ WIN 決闘学園編 #21「登場! シモカワチャンネル」シモ - シモ 役、カワ - AD 役（テレビ東京系、2023年8月27日）[16]

### 雑誌
- 別冊コロコロコミック 2023年10月号「ゲーコロ」（小学館）- 付録にシモカワデザインの「悪魔妖精ベラドンナ」カードが付いた[17]。